# Tömür Dawamat
Tömür Dawamat (en ouïghour : تۆمۈر داۋامەت ; en chinois : 铁木尔·达瓦买提), né le 16 juin 1927 à Toksun dans le Xinjiang et mort le 19 décembre 2018, est un homme politique chinois ouïghour.
Il a été président de la Région autonome ouïghoure du Xinjiang de la république populaire de Chine entre 1985 et 1993.

## Biographie
Tömür Dawamat a commencé sa carrière professionnelle en mai 1950 et est ensuite devenu le chef local de 1954 à 1964. Il a occupé de hautes fonctions au sein du Comité de la révolution de la région autonome ouïghoure du Xinjiang de 1968 à 1979, avant d'en devenir le chef du Congrès du peuple.
Il fut président de la région entre 1985 et 1993. Après sa présidence, il est devenu membre permanent du Comité de l'Assemblée populaire nationale